# Bergeranthus albomarginatus
Bergeranthus albomarginatus là một loài thực vật có hoa trong họ Phiên hạnh. Loài này được A.P.Dold & S.A.Hammer mô tả khoa học đầu tiên năm 2005.